# Liloan
Liloan é um município de  quarta classe de renda municipal (d) na província Leyte do Sul, nas Filipinas. De acordo com o censo de 1 de maio  de  2020 possui uma população de 24 800 pessoas e 5 353 domicílios.